# 颜世元
颜世元（1956年10月—），山东曲阜人。1978年加入中国共产党。山东聊城师范学院政治系政治专业1982年毕业后留校，于1984年考入山东大学哲学系辩证唯物主义与历史唯物主义专业研究生，毕业后留校任山东大学讲师、教研室副主任。
1990年12月转入仕途，先后任中共山东省委副处级秘书、正处级秘书。
2000年7月开始逐渐接近核心决策层，先后担任省委办公厅副主任、副秘书长、政策研究室主任、办公厅主任等职。
2012年3月任中共山东省委统战部部长，5月升任省委常委。
2015年5月，不再兼任山东省委统战部部长。2015年5月21日，山东省人民代表大会常务委员会发布公告：枣庄市人大常委会依法罢免了颜世元的省十二届人大代表职务。依照代表法的有关规定，颜世元的代表资格终止。据媒体报道，颜世元曾长期是2014年12月落马的山东省委原常委、济南市委原书记王敏的直接下属，也曾经在公开报道和文章中多次为王敏“点赞”。2015年6月17日，被撤销政协第十二届全国委员会委员资格。2015年6月被贬为山东省政协办公厅副巡视员（副厅级）。2016年1月29日，中纪委通报颜世元因严重违纪，受到留党察看二年处分。
另据中国新闻周刊报道，颜世元的仕途拐点或许源于“北京某会所的一段视频”。因为查到的涉案金额只有26万，出事后又主动全部上缴，所以颜被从轻处理，只受到降职处分。有知情人士称，2014年6月，借在中央党校学习之机，王敏进入 “天津最牛地产商”赵晋在北京的私人会所。赵晋是江苏省委原常委、秘书长赵少麟之子。“中纪委掌握了一段王敏出入该会所的一段视频，在反复观看该视频时，无意间发现视频中有颜世元的身影。据说该会所有外籍女子提供有偿(性)服务。”